# León Félix Batista
León Félix Batista (1964, Santo Domingo, República Dominicana) é um poeta, tradutor e ensaísta. Reside em Brooklyn, Nova Iorque, desde 1986.
Em Barcelona, publicou a plaquette Tour por Todo (1995). No Brasil, foi publicada a antologia Prosa do que está na esfera (Olavobrás, 2003), organizada e traduzida por Claudio Daniel e Fabiano Calixto.
Publicou quatro livros de poesia:
- El Oscuro Semejante (1989)
- Negro Eterno (1997)
- Vicio (1999; Buenos Aires - com o título de Crónico - 2000)
- Burdel Nirvana (2001)